# Bernard Law Montgomery
Bernard Law Montgomery, 1.er vizconde Montgomery de El-Alamein (Londres, 17 de noviembre de 1887 - Alton, Hampshire, 24 de marzo de 1976), apodado «Monty» o el «General Espartano», fue un militar británico con el rango de mariscal de campo que tuvo un papel destacado en la Segunda Guerra Mundial.
Entró en acción como oficial en la Primera Guerra Mundial en el seno del Real Regimiento de Warwickshire. En la población de Méteren, cerca de la frontera belga en Bailleul, recibió un tiro de un francotirador que le atravesó el pulmón derecho durante la Primera batalla de Ypres, librada a finales de 1914. Regresó al frente como oficial del Estado Mayor y participó en la Batalla de Arrás (1917) y también en la batalla de Passchendaele a finales de 1917. Al acabar la guerra era jefe del Estado Mayor de la 47.ª División. 
En el período de entreguerras estuvo al mando del 17.º Batallón de los Fusileros Reales y después del 1.º Batallón del Real Regimiento de Warwickshire, tras lo cual fue nombrado comandante de la 9.ª Brigada de Infantería y después oficial comandante general de la 8.ª División de Infantería. 
Durante la Segunda Guerra Mundial estuvo al mando del Octavo Ejército británico desde agosto de 1942 en la Campaña del Desierto Occidental hasta la victoria final de los Aliados en la Campaña de Túnez. En este período venció al general alemán Erwin Rommel en la decisiva Segunda Batalla de El Alamein, un punto de inflexión en la campaña norteafricana. Después dirigió al Octavo Ejército durante las invasiones aliadas de Sicilia e Italia. En 1944 fue designado comandante de todas las fuerzas terrestres durante la operación Overlord desde los desembarcos iniciales hasta después de la batalla de Normandía. En lo que restaba de guerra, estuvo al frente del 21.º Grupo de Ejército durante el avance hacia Alemania, en el transcurso del cual fue el principal comandante de la fallida operación aerotransportada llamada Market Garden en la localidad neerlandesa de Arnhem, y también en el cruce del Rin. El 4 de mayo de 1945 aceptó la rendición incondicional alemana en el brezal de Luneburgo, al norte de Alemania.
Después de la guerra, Montgomery se convirtió en comandante del Ejército Británico del Rin en Alemania y entre 1946 y 1948 fue jefe del Estado Mayor Imperial. Hasta 1951 ocupó la presidencia del Comité de comandantes en jefe de la Unión Occidental. Desde ese año hasta su jubilación en 1958 sirvió como Subcomandante Supremo Aliado Europeo de la OTAN.

## Primeros años
Bernard L. Montgomery nació en Kennington, Londres, en 1887 y fue el cuarto hijo de un total de nueve hermanos. Sus padres fueron un obispo anglicano, Henry Hutchinson Montgomery, y Maud Farrar. Su padre era hijo del sir Robert Montgomery y descendiente de Gabriel, conde de Montgomery, homicida por accidente de Enrique II de Francia. Su padre fue asignado a Tasmania y en ese lugar pasó una niñez muy difícil en medio de las estrictas costumbres victorianas familiares, en las que imperaba el castigo físico por el menor error cometido, lo que sumado a la falta de calidez de hogar, hizo que Bernard se transformara en un joven rebelde.
La familia regresó en 1897 a Londres y el joven Montgomery asistió al King's School de Canterbury y al St. Paul's School. Ingresó en la Real Academia Militar de Sandhurst, de la que casi fue expulsado por su conducta. Al graduarse se incorporó al Primer Batallón del Regimiento Real de Warwickshire. En septiembre de 1908 ascendió a teniente segundo y fue enviado a la India hasta 1913. Fue ascendido a teniente en 1910.

## Primera Guerra Mundial
En los inicios de la Primera Guerra Mundial, Montgomery fue trasladado a Francia con su regimiento, el cual sufrió cuantiosas bajas en la Batalla de Mons.
En Méteren, fue herido de gravedad en el pecho el 13 de octubre de 1914 por el disparo de un persistente francotirador mientras mandaba un grupo para iniciar una contraofensiva. De no ser porque el sargento que vino en su ayuda cayó muerto por el mismo enemigo cubriendo con su cuerpo a Montgomery, seguro que habría muerto acribillado. Fue condecorado con la Orden de Servicios Distinguidos.
En 1916 volvió al frente y en 1918 fue nombrado Jefe del Estado Mayor de la 47.ª División, en la que alcanzó el grado de teniente coronel.

## Periodo de entreguerras
Tras terminar la guerra fue nombrado comandante del Real Regimiento de Fusileros. Desempeñó misiones en el ejército del Rin, Irlanda y Palestina. Uno de sus familiares, Hugh Montgomery, fue asesinado por elementos del IRA en 1920. Bernard Montgomery participó en 1923 en el establecimiento del Estado de Irlanda libre, realizando duras represalias contra los rebeldes en la guerra civil irlandesa.
En 1927, se casó con Elizabeth Carver, quien le dio su único hijo, David, nacido en 1928.
Sirvió en la India al mando del Regimiento Real de Warwickshire, donde causó incomodidades a sus superiores por el puritanismo con que aplicaba la disciplina en sus soldados.
En junio de 1937, mientras ejercía como comandante de la 9.ª brigada de Infantería en Quetta, India, un insecto venenoso picó a su esposa Elizabeth causándole una septicemia, falleciendo a pesar de los esfuerzos médicos. Esta pérdida fue abrumadora y sólo trabajando duramente en el ámbito marcial pudo soportar el impacto de esta sensible muerte.
En 1938, organizó un ejercicio de desembarco anfibio que impresionó al nuevo comandante en jefe del Comando Sur, el general Wavell. Fue ascendido a mayor general en octubre de 1938 y tomó el mando de la 8.ª División de Infantería en Palestina. Allí sofocó una revuelta árabe antes de volver en julio de 1939 a Gran Bretaña. Fue ascendido a General de División en 1938.

## Segunda Guerra Mundial
Tras estallar la Segunda Guerra Mundial fue destinado a Francia, donde combatió al mando del II Cuerpo hasta la retirada en el llamado Desastre de Dunkerque. Entre julio de 1940 y abril de 1941 fue comandante del V Cuerpo, y comandante del XII Cuerpo entre abril y diciembre de 1941.

Montgomery a bordo de un tanque Grant en el Norte de África en noviembre de 1942.

En 1942 obtuvo el mando del VIII Ejército británico, sustituyendo al general Claude Auchinleck, en el norte de África. Se enfrentó al general Erwin Rommel en las batallas de El Alamein, Primera Batalla de El Alamein y Segunda Batalla de El Alamein. El ejército británico era superior en equipamiento y efectivos humanos. Sin embargo, Montgomery dirigió la batalla con cautela, prefiriendo la seguridad a la brillantez del triunfo.
Durante la guerra, la inteligencia británica, que estaba al tanto de los repetidos esfuerzos alemanes por eliminarlo mediante un atentado, lo cubrió con un doble llamado Clifton James con el objeto de confundir a los alemanes y que aparecía en algunas ceremonias y manifestaciones públicas de menor relevancia. Clifton James había estudiado todos sus ademanes y engañó en más de una oportunidad a la inteligencia enemiga.

La Segunda Batalla de El Alamein se inició el 23 de octubre de 1942 con un bombardeo artillero a las posiciones alemanas. El ataque no podía llegar en peor momento para los alemanes, ya que el mariscal Rommel se hallaba convaleciente en Austria, y el comandante alemán en funciones, Georg Stumme, falleció de un ataque al corazón al iniciarse el ataque británico. Finalmente, llegó Rommel, los alemanes aguantaron en sus posiciones y el día 27 contraatacaron, siendo detenidos por la 9.ª División australiana.
Montgomery atacó de nuevo el 1 de noviembre de 1942. Rommel y sus hombres resistieron los ataques, pero para el día 4 de noviembre ordenó a sus tropas retirarse ante el peligro de ser rodeados por los británicos.
Tras la caída de Túnez, desembarcó en Sicilia y en Italia. Mantuvo una enconada competición durante la liberación de Italia con el general estadounidense, George S. Patton. Dirigió el ala británica durante la operación Overlord en Normandía. Fue ascendido a mariscal durante la campaña de Francia.

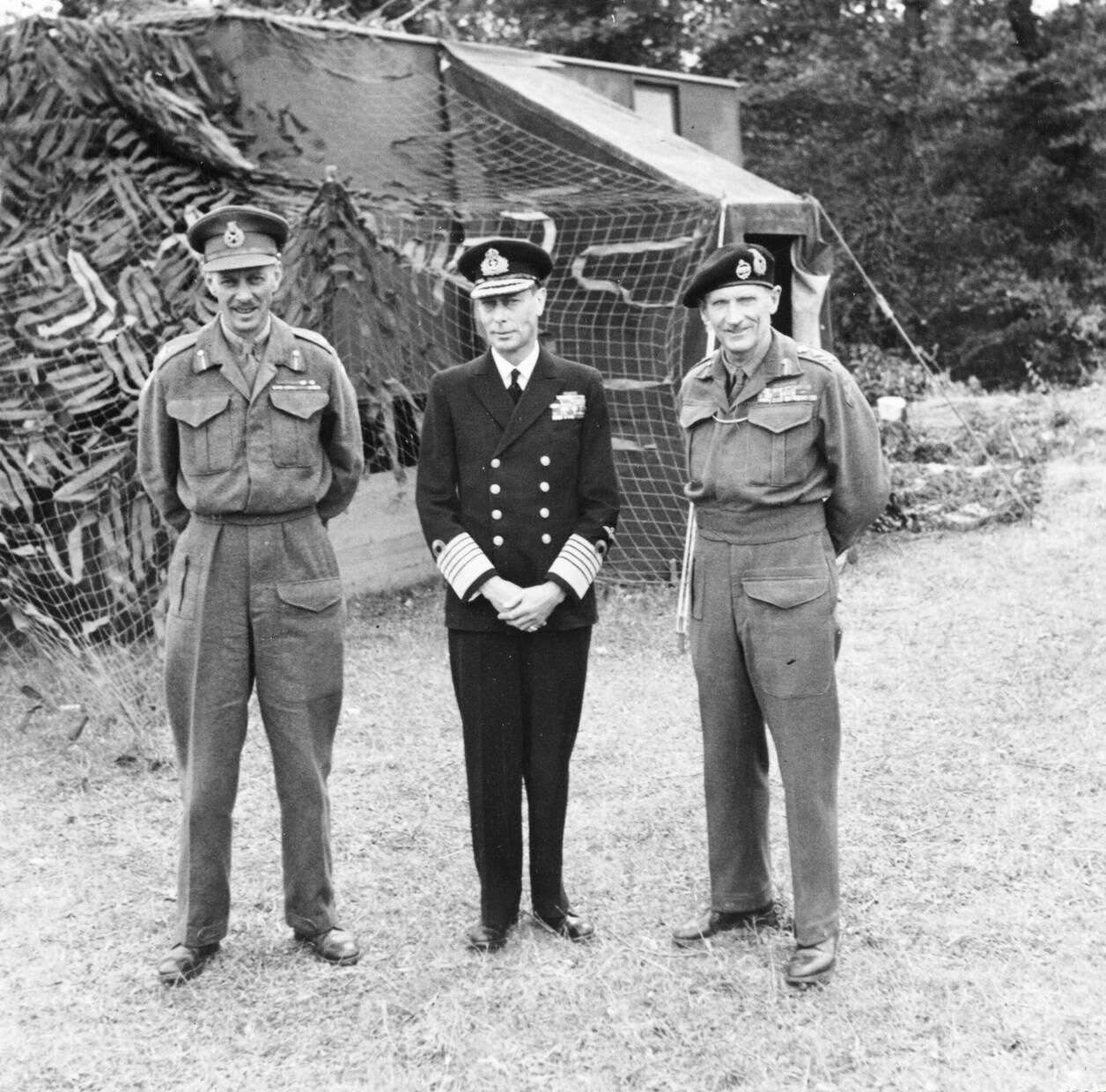
Montgomery (der.) junto al rey Jorge VI del Reino Unido y al teniente general Miles Dempsey en junio de 1944

Planificó y convenció a Eisenhower para realizar la desastrosa Operación Market Garden en Holanda, cuyo objetivo táctico era conquistar una serie de puentes sobre los principales ríos de los Países Bajos, bajo ocupación alemana, y establecer un corredor a través del cual las fuerzas aliadas pudieran cruzar el río Rin, la última barrera natural antes de entrar en Alemania. La planificación, el desarrollo de esta operación y sus consecuencias tuvieron como resultado una derrota, con el importante coste en soldados de élite que significó para los Aliados. Estos hechos todavía le son cuestionados en sus biografías y son el argumento de la película Un puente lejano.

## Últimos años
Al terminar la guerra fue nombrado comandante en jefe de las tropas británicas en el Rin y miembro del Consejo Aliado. En 1946 fue nombrado 1.er vizconde Montgomery de El-Alamein y ese mismo año sucedió a Alan Brooke como jefe del Estado Mayor Imperial. Luego, en 1948, Montgomery se convirtió en presidente del Comité de Comandantes en Jefe de la Unión Europea Occidental. Finalmente, de 1951 a 1958, Montgomery sirvió como subcomandante aliado supremo en Europa para la OTAN, y como tal estaba a cargo de entrenar, equipar e integrar las fuerzas de la OTAN. Se retiró del ejército en 1958. 
El mariscal Montgomery falleció de causas no aclaradas el 24 de marzo de 1976, en su casa en Isington cerca de Alton, Hampshire, a los 88 años de edad. Después de una ceremonia fúnebre en la capilla de San Jorge, en Windsor, fue enterrado en el cementerio Holy Cross, en Binsted.

## Opiniones

### Memorias

Lord Montgomery, como Jefe de Estado Mayor, con Lord Wavell, Virrey de la India, y Claude Auchinleck, Comandante en Jefe del Ejército Indio. Delhi, 1946.

Las memorias de Montgomery (1958) criticaron a muchos de sus camaradas de la guerra en términos duros, incluido Eisenhower.Montgomery fue despojado de su ciudadanía honoraria de Montgomery, Alabama, y fue desafiado a duelo por un abogado italiano.
El mariscal de campo Claude Auchinleck amenazó con demandarlo por sugerir que tenía la intención de retirarse de la posición de El Alamein si era atacado de nuevo, y tuvo que emitir una emisión de radio (20 de noviembre de 1958) expresando su gratitud a Auchinleck por haber estabilizado el frente en la Primera Batalla de El Alamein.La edición de bolsillo de 1960 de las memorias de Montgomery contiene una nota del editor que llama la atención sobre dicha emisión y afirma que, si bien el lector podría asumir por el texto de Montgomery que Auchinleck había planeado retirarse "al delta del Nilo o más allá", en opinión del editor, la intención de Auchinleck había sido lanzar una ofensiva tan pronto como el Octavo Ejército estuviera "descansado y reagrupado".
En abril de 1944, Montgomery le mencionó al periodista estadounidense John Gunther que (al igual que Alanbrooke) llevaba un diario secreto. Gunther comentó que sin duda sería una fuente esencial para los historiadores. Cuando Montgomery le preguntó si algún día valdría dinero, Gunther sugirió «al menos 100.000 dólares». Esta cantidad se convirtió a libras esterlinas, y se dice que sonrió y dijo: «Bueno, supongo que no moriré en un asilo de pobres después de todo».

### Opiniones militares
Montgomery se reunió dos veces con el general israelí Moshé Dayan. Tras una primera reunión a principios de la década de 1950, Montgomery volvió a reunirse con Dayan en la década de 1960 para hablar sobre la guerra de Vietnam, que Dayan estaba estudiando. Montgomery criticó duramente la estrategia estadounidense en Vietnam, que implicaba el despliegue de grandes cantidades de tropas de combate, bombardeos agresivos y el desarraigo de poblaciones enteras, obligándolas a asentarse en aldeas estratégicas. Montgomery afirmó que el principal problema de los estadounidenses era que no tenían un objetivo claro y permitían que los comandantes locales establecieran la política militar. Al final de la reunión, Montgomery le pidió a Dayan que, en su nombre, les dijera a los estadounidenses que estaban "locos".
Durante una visita a los campos de batalla de El Alamein en mayo de 1967, dijo sin rodeos a los oficiales de alto rango del ejército egipcio que perderían cualquier guerra con Israel, una advertencia que se demostró que estaba justificada solo unas semanas después, en la Guerra de los Seis Días.

### Opiniones sociales
Durante su retiro, Montgomery apoyó públicamente el apartheid después de una visita a Sudáfrica en 1962, y después de una visita a China se declaró impresionado por el liderazgo chino encabezado por el presidente Mao Zedong.Se pronunció en contra de la legalización de la homosexualidad en el Reino Unido, argumentando que la Ley de Delitos Sexuales de 1967 era una "carta para la sodomía"y que "este tipo de cosas pueden ser toleradas por los franceses, pero somos británicos, gracias a Dios".
Montgomery era un abstemio no fumador, vegetarianoy cristiano.

## Personalidad
Durante la guerra, Montgomery fue conocido por su falta de tacto y diplomacia. Incluso su "patrón", el Jefe del Estado Mayor Imperial, el general Sir Alan Brooke, lo menciona con frecuencia en sus diarios de guerra: "Es propenso a cometer errores incalculables por falta de tacto" y "Tuve que reprenderlo por su habitual falta de tacto y su egocentrismo, que le impedían apreciar los sentimientos ajenos". Montgomery sufría de "una vanidad desmedida y un afán incontrolable de autobombo".El general Hastings Ismay, quien en ese momento era el jefe de Estado Mayor de Winston Churchill y su asesor militar de confianza, dijo una vez sobre él: "He llegado a la conclusión de que su amor por la publicidad es una enfermedad, como el alcoholismo o el consumo de drogas, y que lo vuelve igualmente loco".El psiquiatra Michael Fitzgerald ha argumentado que Montgomery probablemente era autista,y se ha especulado que esta fue la causa de muchos de los comportamientos y excentricidades aparentes.
Un ejemplo notorio del comportamiento de Montgomery ocurrió durante la campaña del norte de África, cuando apostó con Walter Bedell Smith que podría capturar Sfax para mediados de abril de 1943. Smith respondió en broma que si Montgomery podía hacerlo, le daría una Fortaleza Volante con tripulación. Smith lo olvidó por completo, pero Montgomery no, y cuando Sfax fue tomada el 10 de abril, le envió un mensaje a Smith "reclamando sus ganancias". Smith intentó restarle importancia, pero Montgomery insistió en su avión. El incidente fue finalmente resuelto por Eisenhower, quien, con su reconocida habilidad diplomática, se aseguró de que Montgomery consiguiera su Fortaleza Volante, aunque a un alto precio en cuanto a resentimiento.

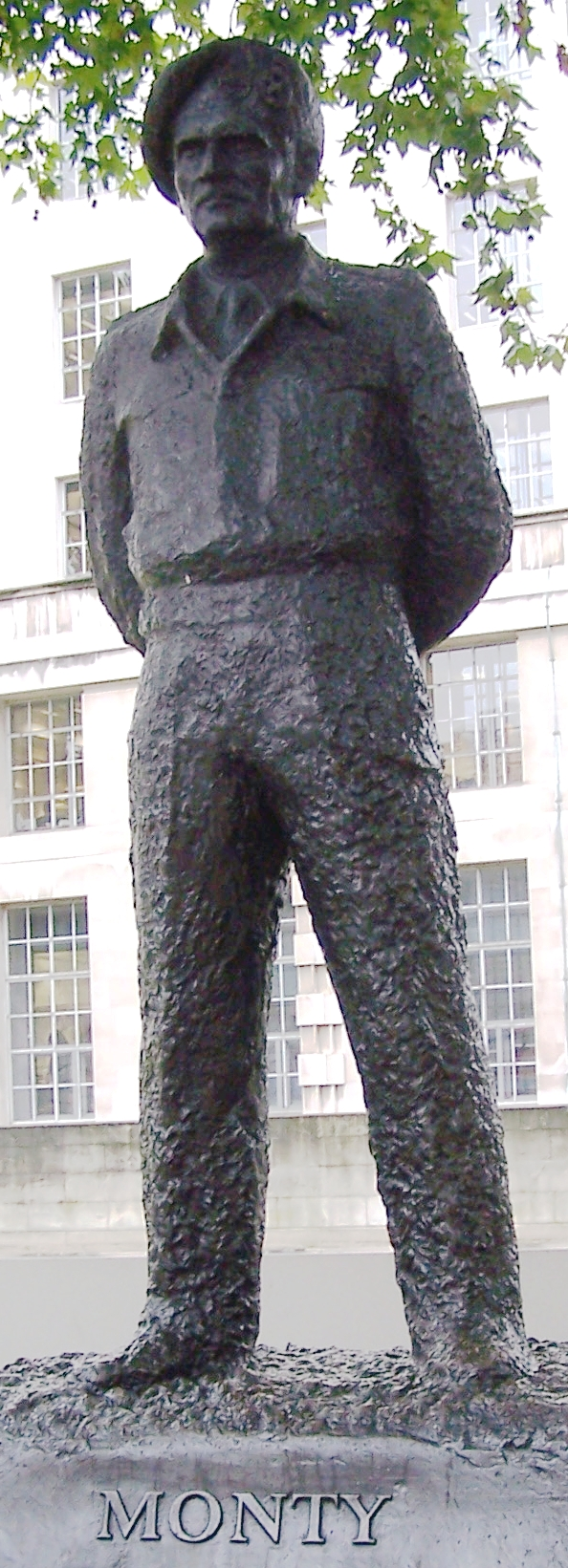
Estatua de Montgomery en Whitehall, Londres, inaugurada en 1980.

Antony Beevor, al hablar de la contraproducente falta de tacto de Montgomery en los últimos meses de la guerra, lo describió como "insufrible". Beevor afirma que, en enero de 1945, Montgomery intentó atribuir demasiado mérito a los británicos (y a sí mismo) por derrotar el contraataque alemán en las Ardenas en diciembre de 1944. Este "craso y desagradable error" contribuyó a que Churchill y Alan Brooke no pudieran convencer a Eisenhower de la necesidad de un avance inmediato —liderado por Montgomery— a través de Alemania hasta Berlín. Eisenhower no aceptaba la viabilidad del enfoque de "avance de puñal", ya se había acordado que Berlín caería en la futura zona de ocupación soviética, y no estaba dispuesto a aceptar grandes bajas a cambio de nada, por lo que Eisenhower desestimó las sugerencias británicas y continuó con su estrategia conservadora de frente amplio, y el Ejército Rojo llegó a Berlín mucho antes que los aliados occidentales.
En agosto de 1945, mientras Brooke, Sir Andrew Cunningham y Sir Chares Portal discutían sobre sus posibles sucesores como Jefes de Estado Mayor, concluyeron que Montgomery sería muy eficiente como Jefe de Estado Mayor desde la perspectiva del Ejército, pero que también era muy impopular entre gran parte del mismo. A pesar de ello, Cunningham y Portal se mostraron firmemente a favor de que Montgomery sucediera a Brooke tras su retiro.Churchill, a decir verdad un fiel amigo, dijo de Montgomery: «En la derrota, invencible; en la victoria, insoportable».

## Condecoraciones

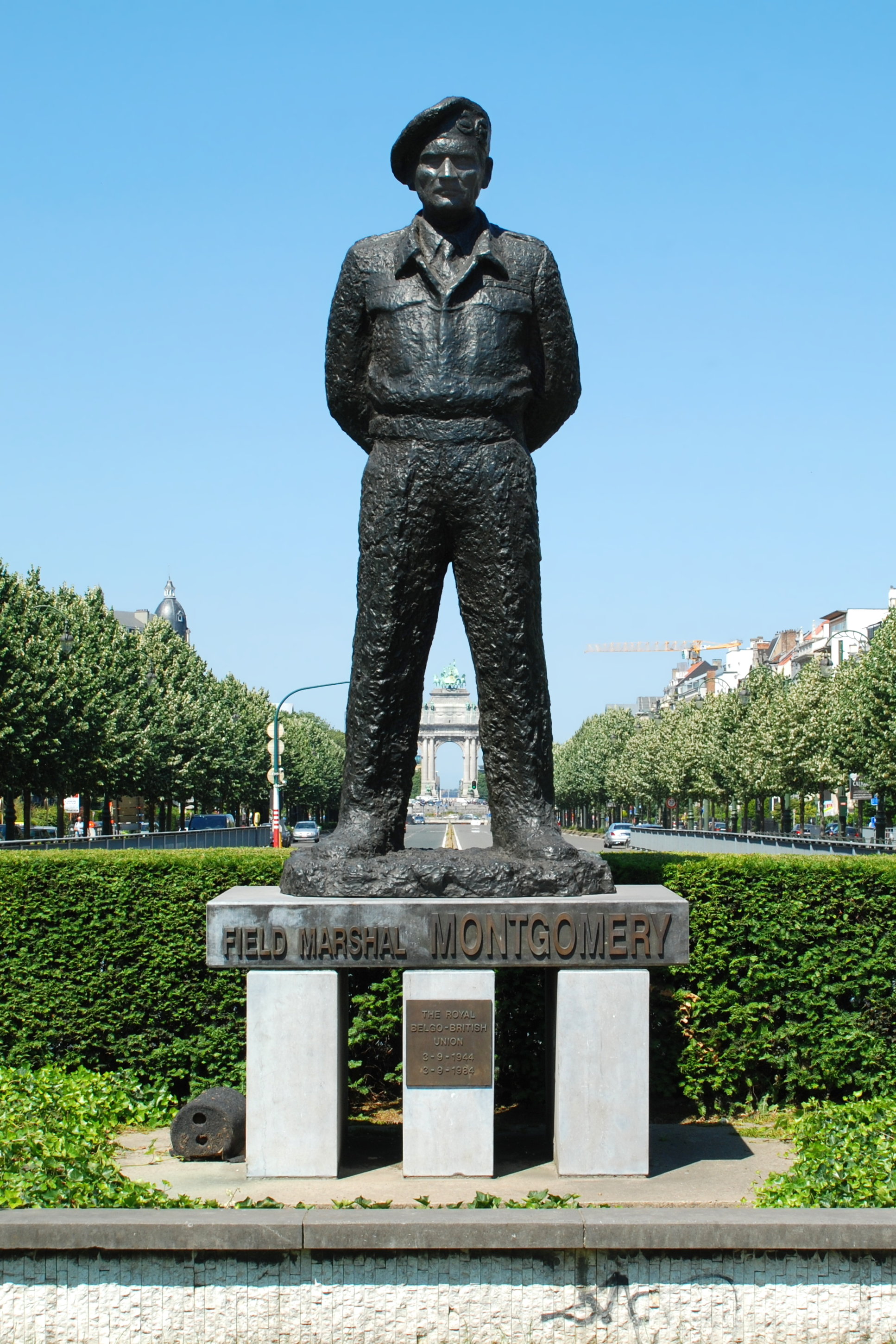
Estatua de Montgomery en Bruselas, Bélgica.

- Compañero de la Orden de Servicios Distinguidos, Reino Unido. 1914
- Croix de Guerre, Francia. 1919
- Cruz de Plata de la Virturi Militari, Polonia. 1944
- Gran comendador de la Orden de Jorge I, Reino de Grecia. 1944
- Orden de la Victoria. 1945
- Gran cruz de la Legión de Honor, Francia. 1945
- Caballero de la Orden del Elefante, Dinamarca. 1945
- Caballero gran cruz de la Orden del Baño, Reino Unido. 1946
- Caballero de la Orden de la Jarretera, Reino Unido. 1946
- Gran Oficial de la Orden de Leopoldo II, Bélgica. 1947
- Gran Cruz de la Orden del León Blanco, Checoslovaquia. 1947
- Comandante de la Legión de Mérito, Estados Unidos. 1947
- Medalla de la Orden de Servicios Distinguidos, Estados Unidos. 1947
- Gran Cruz de la Orden del León Neerlandés, Países Bajos. 1947
- Miembro de la Orden de la Victoria, URSS. 1947
- Gran Cordón de la Orden del Sello de Salomón, Imperio Etíope. 1949
- Caballero gran cruz de la Orden de San Olaf, Noruega. 1951

## Legado
- Su estandarte de la Jarretera, que había colgado en la capilla de San Jorge en Windsor durante su vida, ahora está en exhibición en St Mary's, Warwick.[29]
- El retrato de Montgomery realizado por Frank O. Salisbury (1945) cuelga en la Galería Nacional de Retratos.[30]
- Montgomery dio su nombre a la comuna francesa Colleville-Montgomery en Normandía.[31]
- El Museo Imperial de la Guerra conserva diversos materiales relacionados con Montgomery en sus colecciones. Entre ellos se incluyen el tanque de mando Grant de Montgomery, expuesto en el atrio de la sede del museo en Londres, sus caravanas de mando utilizadas en el noroeste de Europa, expuestas en el Museo Imperial de la Guerra de Duxford, y sus documentos, custodiados por el Departamento de Documentos del museo. El museo mantiene una exposición permanente sobre Montgomery titulada «Monty: Maestro del Campo de Batalla».[32]
- La Banda de Gaitas del Mariscal de Campo Montgomery, de Irlanda del Norte y ganadora 13 veces del Campeonato Mundial de Bandas de Gaitas, lleva su nombre.[33]
- El coche de personal Rolls-Royce de Montgomery está en exhibición en el Museo del Cuerpo Logístico Real, Worthy Down, Hampshire.[34]
- El cóctel Montgomery es un martini preparado con una proporción de 15 partes de ginebra y 1 parte de vermú, y era el preferido de Ernest Hemingway en el Harry's Bar de Venecia.[35] La bebida recibió su nombre jocosamente por la supuesta negativa de Montgomery a entrar en combate a menos que su ventaja numérica fuera de al menos quince a uno, y apareció en la novela de Hemingway de 1950, Al otro lado del río y entre los árboles. Irónicamente, tras las graves heridas internas sufridas en la Primera Guerra Mundial, el propio Montgomery no podía fumar ni beber.[36]
- Montgomery aparece como el personaje "El Mariscal de Campo" en la novela de Anthony Powell de 1968, Los Filósofos Militares, el noveno volumen de su serie de doce volúmenes, Bailando al son de la Música del Tiempo. Montgomery es una de las pocas personas reales que aparecen como ellas mismas en la serie de ficción. Powell conoció a Montgomery durante la guerra, cuando trabajaba como oficial de enlace.[37][38]